# Гольдвёрт
Гольдвёрт (нем. Goldwörth) — коммуна (нем. Gemeinde) в Австрии, в федеральной земле Верхняя Австрия. 
Входит в состав округа Урфар.  Население составляет 899 человек (на 31 декабря 2005 года). Занимает площадь 11 км². Официальный код  —  41 608.

## Политическая ситуация
Бургомистр коммуны — Хельмут Ауссервёгер (АНП) по результатам выборов 2003 года.
Совет представителей коммуны (нем. Gemeinderat) состоит из 13 мест.
- АНП занимает 8 мест.
- СДПА занимает 5 мест.